# Đường dây điện thoại

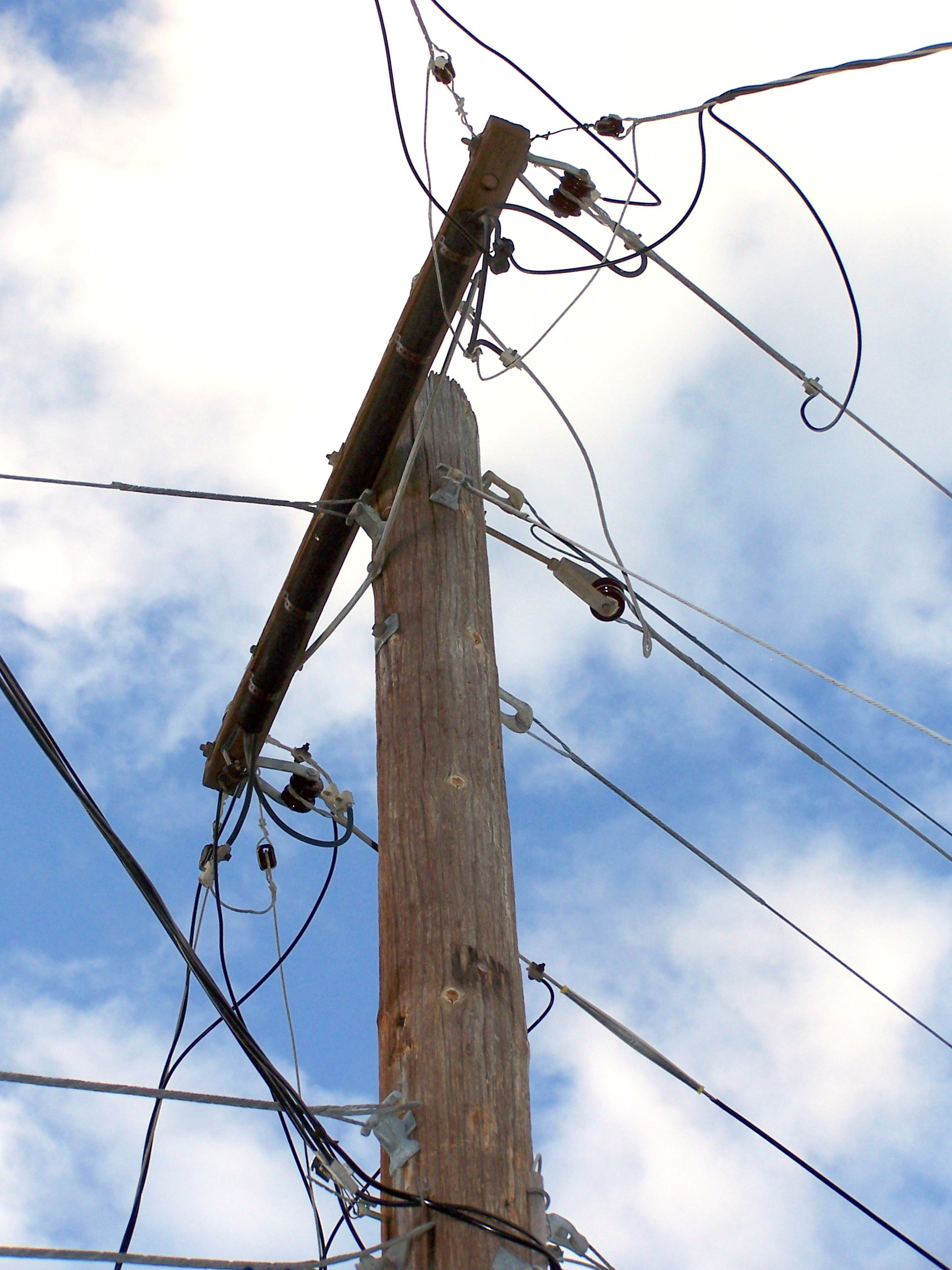
Cột điện với đường dây điện (trên cùng) và cáp điện thoại.

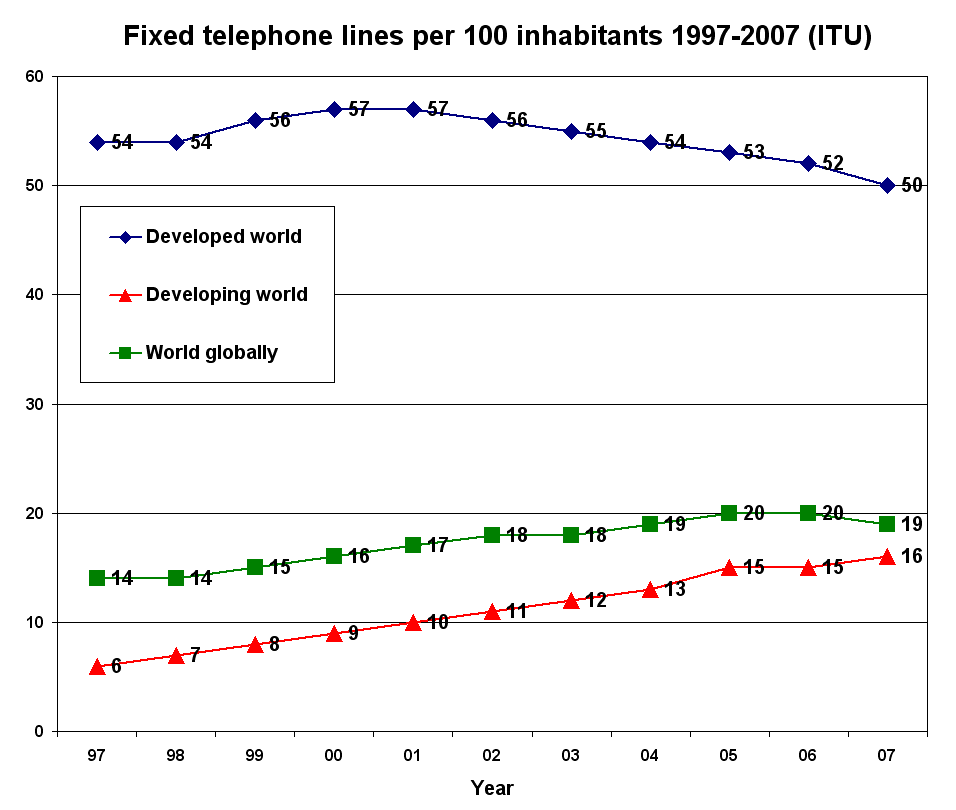
Đường dây điện thoại cố định trên 100 dân trong thời gian 1997-2007.

Mặt cắt ngang của cáp điện thoại gồm 1800 cặp xoắn. Năm 1922.

Đường dây điện thoại hoặc mạch điện thoại (hoặc nói ngắn gọn là đường dây hoặc mạch) là mạch một người dùng trên hệ thống liên lạc điện thoại. Đây là dây vật lý hoặc phương tiện báo hiệu khác kết nối thiết bị điện thoại của người dùng với mạng viễn thông và thường cũng bao hàm một số điện thoại cho mục đích thanh toán dành riêng cho người dùng đó. Đường dây điện thoại được sử dụng để cung cấp dịch vụ điện thoại cố định và dịch vụ cáp điện thoại thuê bao kỹ thuật số (DSL) đến các cơ sở. Đường dây điện thoại trên cao được kết nối với mạng điện thoại chuyển mạch công cộng.

## Hoa Kỳ
Năm 1878, Công ty Điện thoại Bell bắt đầu sử dụng các mạch hai dây (được gọi là vòng cục bộ) từ mỗi điện thoại của người dùng đến các văn phòng kết thúc thực hiện bất kỳ chuyển mạch điện cần thiết nào để cho phép tín hiệu thoại được truyền đến các điện thoại ở xa hơn.
Các dây này thường làm bằng đồng, mặc dù nhôm cũng đã được sử dụng và được mang theo các cặp dây mở cân bằng, cách nhau khoảng 25 cm (10 ") trên các cực trên mặt đất và sau đó là cáp đôi xoắn. Các đường dây hiện đại có thể chạy ngầm và có thể mang tín hiệu tương tự hoặc kỹ thuật số đến trao đổi hoặc có thể có một thiết bị chuyển đổi tín hiệu analog sang kỹ thuật số để truyền trên một hệ thống mang.
Thường thì đầu cuối của khách hàng của cặp dây đó được kết nối với sắp xếp truy cập dữ liệu; đầu cuối của công ty điện thoại của cặp dây đó được kết nối với một điện thoại lai.
Trong hầu hết các trường hợp, hai dây đồng (đầu và vòng) cho mỗi đường dây điện thoại chạy từ nhà hoặc tòa nhà khác đến tổng đài điện thoại địa phương. Có một hộp nối trung tâm cho tòa nhà nơi các dây dẫn đến các lỗ cắm điện thoại trong toàn bộ tòa nhà và các dây dẫn đến cuộc gặp gỡ trao đổi và có thể được kết nối trong các cấu hình khác nhau tùy thuộc vào dịch vụ điện thoại được đăng ký. Các dây giữa hộp nối và trao đổi được gọi là vòng lặp cục bộ và mạng lưới dây dẫn đến một mạng truy cập trao đổi.
Đại đa số các ngôi nhà ở Mỹ đều có dây với các lỗ cắm mô-đun 6 vị trí với bốn dây dẫn (6P4C) được nối với hộp nối của ngôi nhà bằng dây đồng. Những dây này có thể được kết nối trở lại với hai đường dây trên không của điện thoại tại tổng đài điện thoại địa phương, do đó làm cho các giắc cắm đó có giắc cắm RJ14. Thường xuyên hơn, chỉ có hai trong số các dây được kết nối với trao đổi dưới dạng một đường dây điện thoại và các dây khác không được kết nối. Trong trường hợp đó, các giắc cắm trong nhà theo chuẩn RJ11.
Những ngôi nhà cũ thường có dây cáp điện thoại 4 dây trong các bức tường được mã hóa bằng màu sắc của Hệ thống chuông: đỏ, xanh lá cây, vàng, đen như 2 cặp 22 AWG (0,33   mm²) đồng rắn; "Dòng 1" sử dụng cặp màu đỏ / xanh lá cây và "dòng 2" sử dụng cặp màu vàng / đen. Bên trong các bức tường của ngôi nhà, giữa hộp nối bên ngoài của ngôi nhà và các lỗ cắm bên trong tường của cáp Cáp điện thoại phổ biến nhất trong các ngôi nhà mới là cáp loại 5  - 4 cặp dây đồng rắn 24 AWG (0,205 mm²).